# غونتر (مغني)
غونتر (بالسويدية: Günther)‏ هو مغني وعارض سويدي، ولد في 25 يوليو 1967 في مالمو في السويد.

## وصلات خارجية
- الموقع الرسمي
- غونتر على موقع ميوزك برينز (الإنجليزية)
- غونتر على موقع أول ميوزيك (الإنجليزية)
- غونتر على موقع ديسكوغز (الإنجليزية)
- غونتر على موقع ديسكوغز (الإنجليزية)
- غونتر على موقع ديسكوغز (الإنجليزية)